# Mosquée Foi et Unicité de Sarcelles
La mosquée Foi et Unicité est un édifice religieux musulman situé à Sarcelles, en France.